# Cirriformia saxatilis
Cirriformia saxatilis är en ringmaskart som först beskrevs av Gravier 1906.  Cirriformia saxatilis ingår i släktet Cirriformia och familjen Cirratulidae.
Artens utbredningsområde är Moçambique. Inga underarter finns listade i Catalogue of Life.